# Breakaway (песня ZZ Top)
«Breakaway» (с англ. — «Расставание») — песня и тридцать четвёртый сингл американской блюз-рок-группы ZZ Top, второй сингл альбома Antenna, добрался до 6-го места в Hot Mainstream Rock Tracks.

## О песне
Сингл записывался в 1993 году в ходе работы над альбомом Antenna. На этом альбоме группа продолжила тенденцию возвращения к своим блюзовым корням, пытаясь избавиться от ярлыка коммерчески ориентированной группы, который к ней прилип в 1980-х. Количество синтезаторов вновь было уменьшено, однако полностью ZZ Top от них пока не смогли отказаться.
О песне отозвались как «Медлительная „Breakaway“ с „виски-вокалом“ Гиббонса, характерным для 1990-х». Один из обозревателей, поставив песню на 12-е место в списке лучших синглов ZZ Top, отметил, что: «Лучшим треком на Antenna была атмосферная меланхоличная блюзовая шарманка. В ней много молчания, которое только добавляет атмосферности. Гитара просто блистательна, есть несколько интересных проходов перкуссии, а израненный голос Гиббонса демонстрирует полную души сторону блюза».
Гиббонс сыграл свою партию в этой песне на 12-ладовой стальной акустической гитаре National 1936 года выпуска с подсоединенным отдельным звукоснимателем.
На песню был снят видеоклип, в котором герою не позволяет уйти женщина-вампир.
Сингл добрался до 7-го места в Hot Mainstream Rock Tracks и 60-го места в UK Singles Chart.

## Сторона «Б»
7"-сингл содержал на стороне «Б» песню «Pincushion». На 12"-сингле вместились две версии песни «Breakaway», урезанная, и изданная только на этом сингле песня «Mary’s». Промосингл, выпущенный на компакт-диске содержал три версии «Breakaway», последнюю с дополнительным аккомпанементом на бонгах.

## Участники записи
- Билли Гиббонс — гитара, вокал
- Дасти Хилл — бас-гитара
- Фрэнк Бирд — ударные, перкуссия

Технический состав:
- Билл Хэм — музыкальный продюсер